# Guarino de Verona
Guarino de Verona, também chamado Guarino Guarini ou Guarino Veronese (Verona, c. 1374 - Ferrara, 4 de dezembro de 1460), foi um poeta e humanista italiano do século XV. Nos primórdios do Renascimento, foi pioneiro no estudo do grego, língua que estudou durante cinco anos, em Constantinopla, com Manuel Crisoloras.

## Biografia

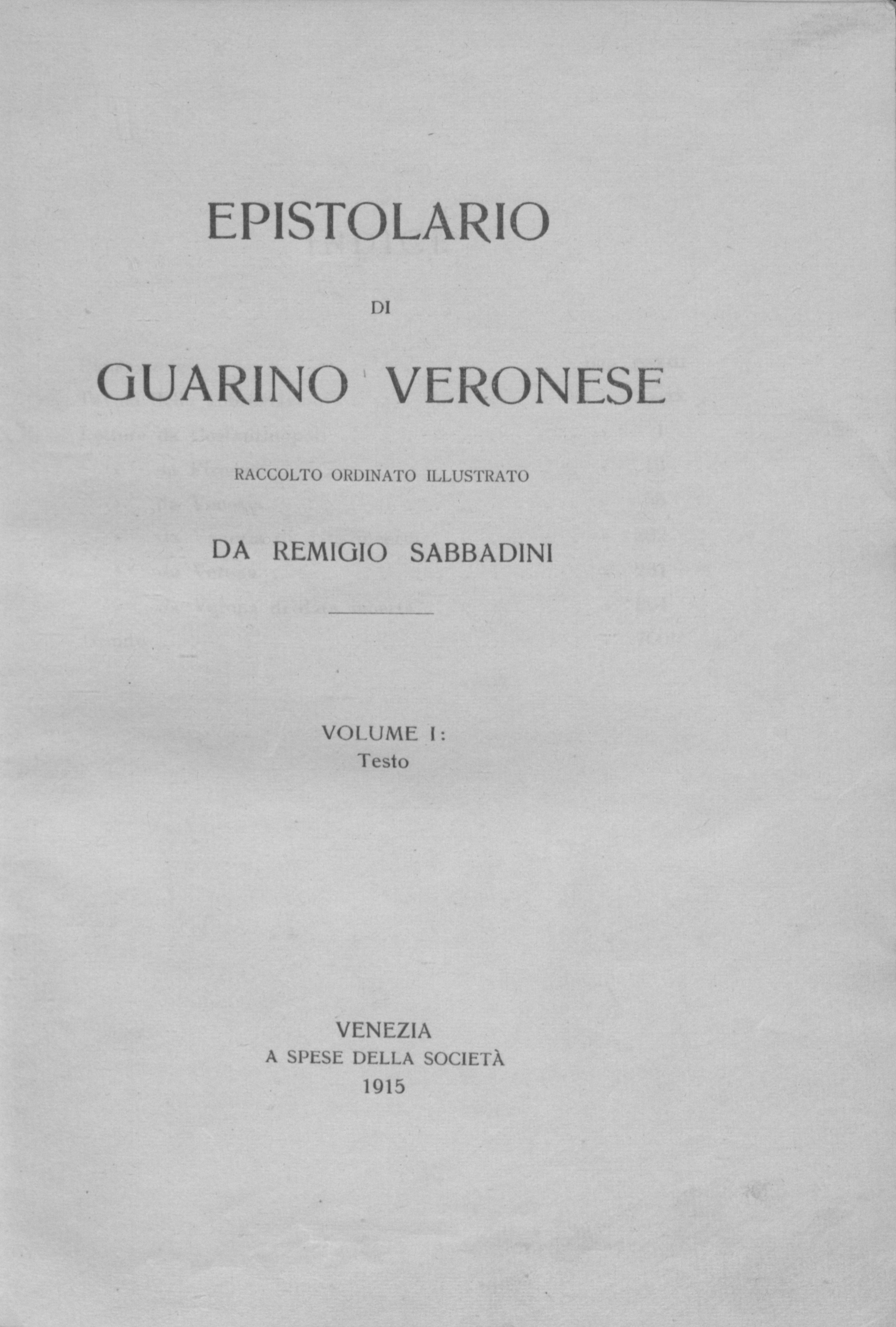
Epistolário de Guarino Veronese

Guarino foi aluno de Giovanni di Conversino de Ravena em Pádua.  Em 1429, expulso de Pádua devido à Peste, é convidado por Nicolas II d’Este para ser o perceptor de seu filho Leonello d’Este em Ferrara. Em outubro de 1442 é criada uma “Escola” integrada na Universidade de Ferrara, que administra.
Um confronto opõe Guarino a Poggio Bracciolini (o Pogge) sobre os méritos comparativos de Júlio César e Cipião.  Em 1435, Poggio, numa carta a Scipione Mainenti, exalta os méritos de Cipião, o Africano, o vencedor de Aníbal. Guarino responde numa carta a Leonello d’Este, seguida de nova carta de Poggio - desta vez endereçada a Francisco Barbaro - (Defensio de praestentia Cesaris et Scipionis).
Guarino, escritor erudito, traduziu numerosas obras do Grego antigo e do Latim, principalmente as de Plutarco e a totalidade das obras de Estrabão.